# Son huasteco
Le son huasteco est un genre de musique mexicaine ayant émergé dans la région de Huasteca. Il date du XIXe siècle et est influencé par des traits musicaux espagnols, africains et indigènes. La présence du son au Mexique remonte à la vice-royauté, selon le chercheur Manuel Álvarez Boada dans son ouvrage La música popular en la huasteca veracruzana (1985).

## Histoire et caractéristiques
Son rythme est ternaire, en 3/4 et 6/8. Il est généralement interprété par un conjunto (ensemble) huasteco, qui est généralement un trio composé d'une guitarra huapanguera, d'une jarana huasteca et d'un violon. Les chanteurs mêlent l'usage du falsetto et des violons. La danse est appelée zapateado. L'improvisation joue un rôle important dans ce style, les musiciens créant leurs propres paroles et arrangements. Le son huasteco fait partie de la musique ternaire des Caraïbes coloniales. Il est directement lié au joropo de Colombie et du Venezuela, au son jarocho du Mexique, à la cueca du Chili et à la mejorana du Panama, entre autres. Ces expressions musicales se sont développées à l'époque coloniale sous l'influence de la musique baroque et du commerce interocéanique.
Parmi les sons huasteco les plus populaires figurent La huasanga, La leva, La Rosita, El Zacamandú, Cielito lindo huasteco, El caimán, La petenera, El llorar, El gusto, La azucena, El aguanieve, et El fandanguito. Parmi les sons du son huasteco, on trouve les sons habituels, ceux qui sont joués avec la harpe et le rabel, ou la huapanguera et le rabel.